# 湛江吴川国际机场
湛江吴川国际机场（英语：Zhanjiang Wuchuan international Airport IATA代码：）是位于广东省湛江市吴川市塘㙍镇的民用机场，距湛江市中心约35公里，飞行区等级为4E级，为粤西地区规模最大、级别最高的机场，于2022年3月24日正式启用。2024年2月20日，湛江吴川机场更名为“湛江吴川国际机场”。

## 机场概况
湛江吴川国际机场是湛江机场的迁建机场，占地面积约57公顷，现有一条3200×45米的4E级跑道和一条等长平行滑行道，配备30个机位（17个近机位，13个远机位），可满足年旅客吞吐量510万人次和货邮吞吐量3万吨的使用需求。航站楼总建筑面积为6.18万平方米，采用两层半指廊式布局模式，建筑最高点39.1米，地上二层。航站楼的一楼设置远机位候机厅、国内行李提取厅、迎客大厅、国际到达厅等。二楼为值机大厅、国内出港旅客安检厅、国际出发检查区、国内出发候机厅、国际出发候机厅、安保控制中心。同时，机场拥有10万平方米的停车场和1703个停车位。
深湛铁路吴川机场支线（在建中）经过机场地下并设站。

## 歷史
2009年10月，广东召开粤西工作会议，湛江和茂名均提出搬迁原有的湛江机场，在两市中间的位置建成一座新的国际机场。
2010年7月20日，湛江市政府、茂名市政府、广东机场集团召开联席会议，就湛江机场迁建进行讨论协商。三方对机场迁建达成共识，共同签订了《湛江机场迁建框架协议书》。会议正式成立湛江机场迁建领导小组。
2014年5月，初步完成湛江机场迁建预选场址选址工作。10月，中国民航工程咨询公司组织专家就湛江机场迁建工程选址报告进行现场踏勘和评审，对廉江平坦、吴川合山和吴川新屋三个预选场址进行综合分析比选后，评审原则同意吴川合山场址作为推荐场址。2015年1月，湛江机场迁建工程选址报告正式获得国家民航局批复，同意将合山场址作为湛江机场迁建的推荐场址。2016年8月，开始征地拆迁工作，对高岭、荷木生、马兰坡、雅兰、长塘、大小湾、矛园、山雅、那亭等9条自然村进行整村搬迁。
2016年12月20日，湛江机场迁建工程举行初勘与测量工作启动仪式，标志着湛江机场迁建工程进入全面实施阶段。
2017年5月，湛江市政府向海内外征集机场航站楼方案；6月，广东省提出新机场等级从4C调整为4E，获得国家民航局支持。
2018年6月，项目用地全部征收完毕，9条自然村的5817名村民将安置到国营吴川林场中堂工区。
2019年10月19日，湛江机场迁建工程举行开工仪式，时任广东省省长马兴瑞出席并宣布工程正式开工。
2021年1月5日，国家民航局正式发文批准湛江迁建机场命名为“湛江吴川机场”，英文名称为“ZHANJIANG WUCHUAN AIRPORT”。
2021年7月22日，湛江吴川机场航站楼工程主体结构全部完成。9月8日，由中建八局承建的广东湛江机场迁建工程通过竣工验收。10月21日，中国南方航空一架空客A320客机降落于湛江吴川机场跑道，标志着湛江吴川机场实地验证试飞成功。11月24日，约200名机场职工及民航系统家属进行机场第一次试运行活动。12月2日，近2000名湛江市民参与机场第二次试运行活动，以通过最高客流（每小时40个进出港航班，4000名进出旅客流量）对新机场进行压力测试。2022年3月18日，进行启用前最后一轮试运行活动。
2022年3月24日零时起，湛江吴川机场正式启用，同時既有湛江机场的客運设施正式關閉，所有航班改為湛江吴川机场升降。
2024年1月12日，湛江航空口岸扩大对外国籍飞机开放通过国家验收组验收，标志湛江吴川机场正式具备国际航运功能。2024年2月20日，湛江吴川机场获中国民用航空局批复更名为“湛江吴川国际机场”。

## 航点
2022年夏秋航季
| 航空公司     | 目的地                                                                                 |
| ------------ | -------------------------------------------------------------------------------------- |
| 中国东方航空 | 昆明、武汉、重庆、無錫、南京、上海/浦东、瀋阳、大连、太原、宜昌、南昌、合肥、北京/大興 |
| 中国南方航空 | 广州、揭阳潮汕、西雙版納、三亚                                                         |
| 春秋航空     | 揭阳潮汕、上海/浦东、瀋阳、石家莊、南昌、合肥、大连、宁波                              |
| 华夏航空     | 贵阳、珠海、梅州、重庆、韶關                                                           |
| 天津航空     | 贵阳、海口、三亚、揭阳潮汕、西安                                                       |
| 奧凱航空     | 天津、長沙                                                                             |
| 海南航空     | 海口、济南                                                                             |
| 上海航空     | 上海/浦东、南昌                                                                        |
| 中国国际航空 | 北京/首都、成都/天府、杭州、武汉                                                       |
| 深圳航空     | 深圳、泉州、南京                                                                       |
| 江西航空     | 南昌                                                                                   |
| 青岛航空     | 福州、青岛、鄭州、蘭州                                                                 |
| 幸福航空     | 哈爾濱、鄭州                                                                           |
| 桂林航空     | 徐州、張家界                                                                           |
| 成都航空     | 成都/天府、銅仁                                                                        |
| 祥鹏航空     | 昆明、赣州、郑州                                                                       |
| 吉祥航空     | 衡陽、南京                                                                             |
| 山东航空     | 溫州、厦门                                                                             |

## 未来发展
湛江机场迁建工程远期（2050年）设计年旅客吞吐量1700万人次，货邮吞吐量10.2万吨，修建第二条平行滑行道，停机位增加至45个（其中5个E类机位，40个C类机位），航站楼面积增至15.5万平方米。